# Alla prima

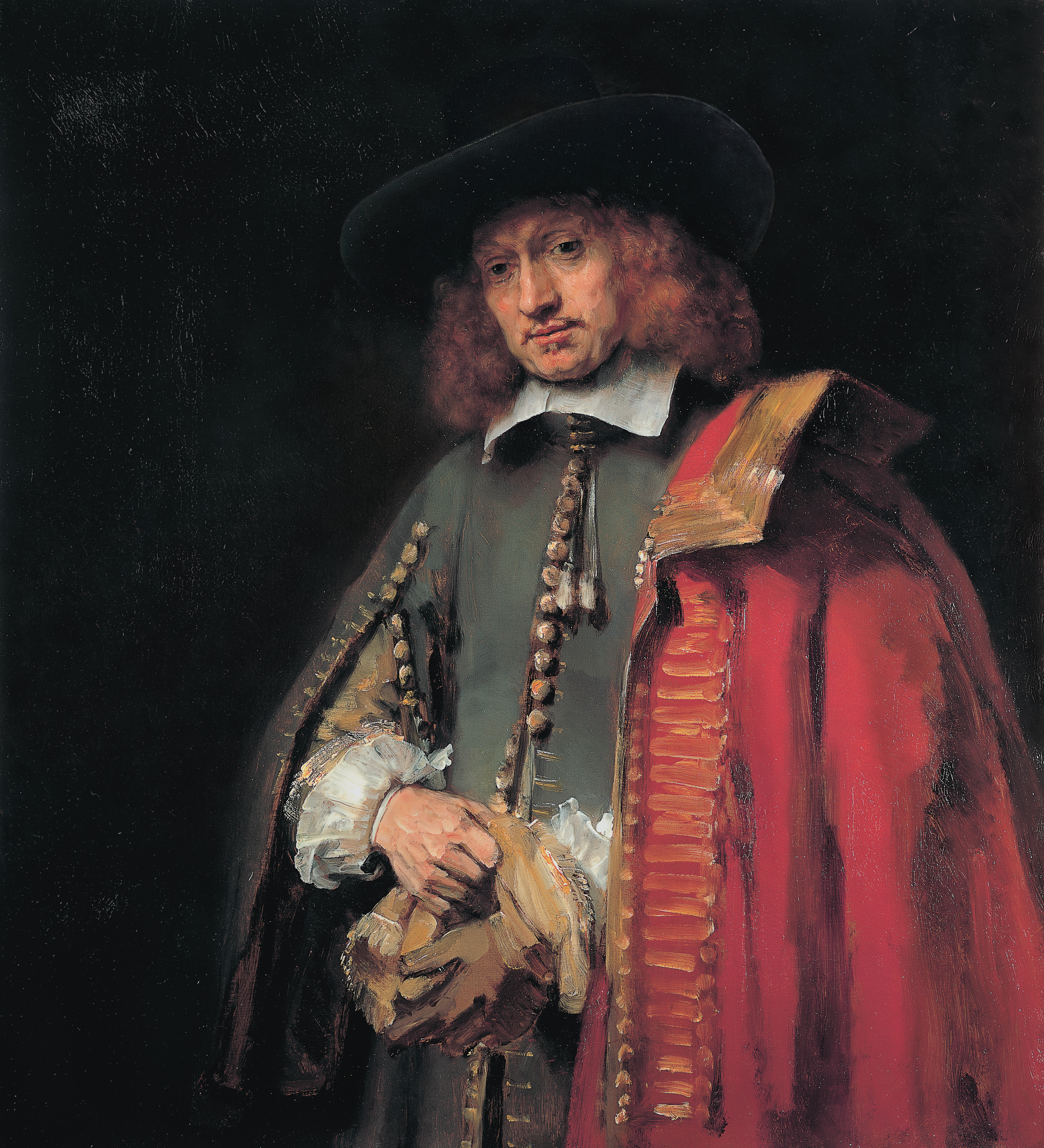
Portrét papeže Jana VI., Rembrandt, (1654), četné užití alla prima

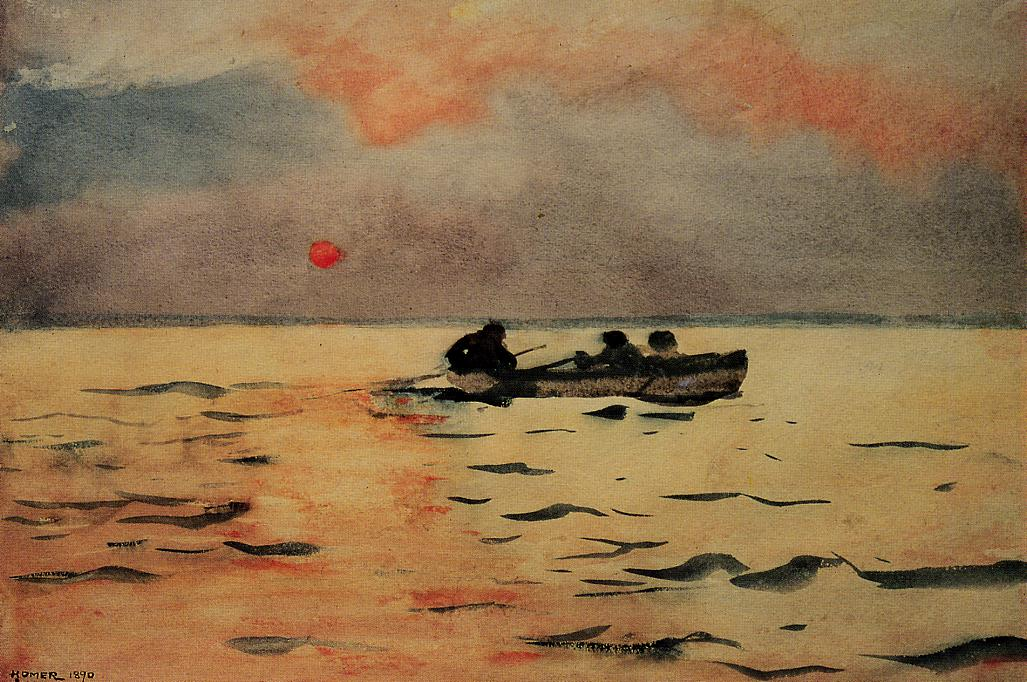
Veslaři, Winslow Homer,(1890), příklad techniky alla prima v akvarelu, zejména na obloze

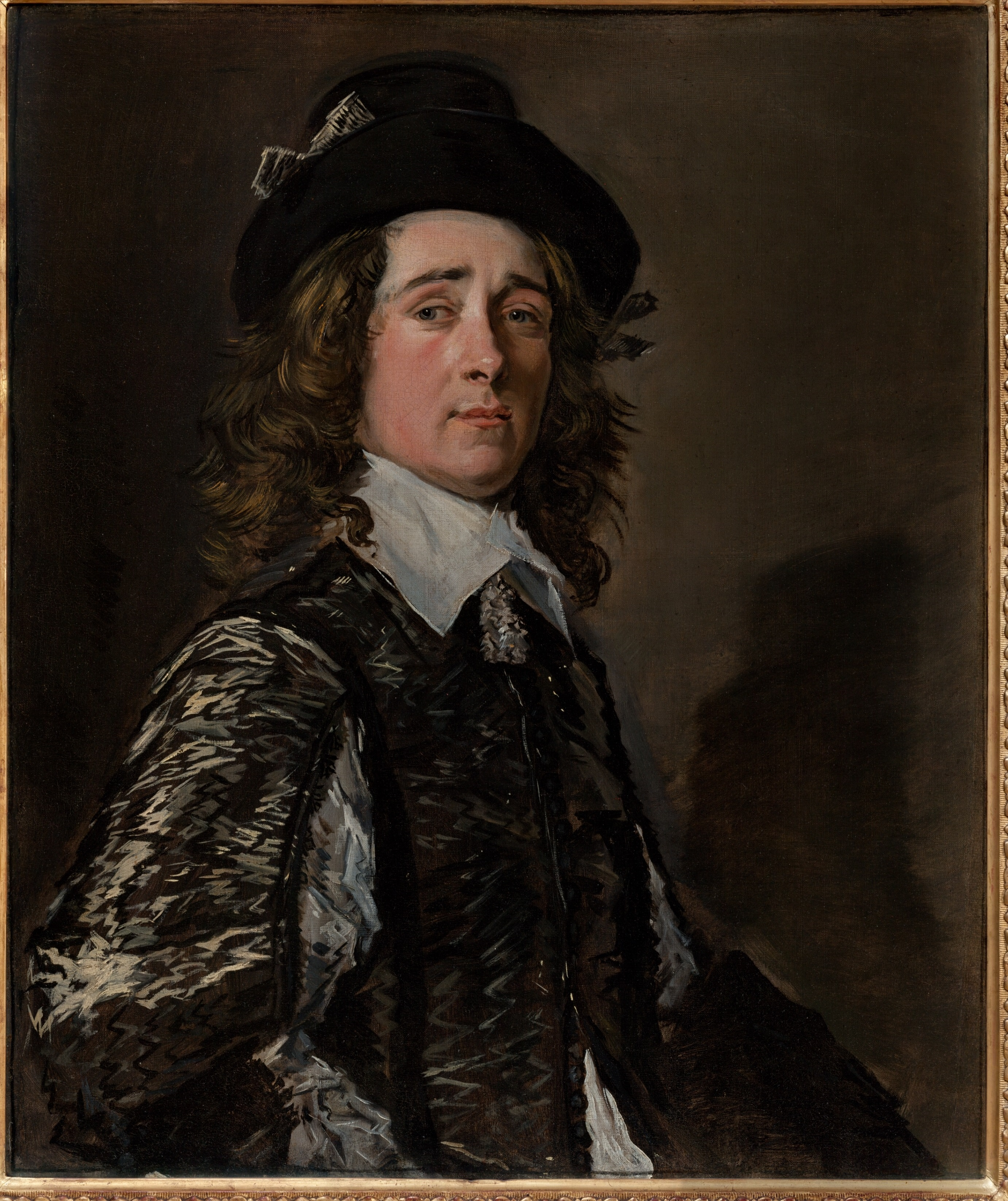
Jasper Schade van Westrum
(nizozemský guvernér) Frans Hals, (1645), technika alla prima

Alla prima (v italštině "na první pokus", anglicky "wet-on-wet") je malířská technika, která se ve zkratce dá popsat slovy "mokrý do mokrého". Na dříve aplikované vrstvy mokré barvy se nanášejí další vrstvy mokré barvy. Tato technika, která se používá hlavně v olejomalbě, vyžaduje rychlý způsob práce, protože práce musí být dokončena před zaschnutím prvních vrstev. 

## Technika
Tradičně se nová vrstva barvy na bázi oleje nanáší na většinu částí malby až po úplném zaschnutí předchozí vrstvy; tento proces sušení může trvat několik dní až několik týdnů, v závislosti na tloušťce barvy. Naproti tomu práce prováděné technikou alla prima se provádí na jedno či více sezení (v závislosti na použitém druhu barvy a jejich příslušných dob schnutí) a je běžné, že je taková práce hotová pouze na jedno sezení.
Při použití vodových barev vyžaduje malba "mokrý na mokrý" určitou malířovu obratnost, neboť lze očekávat nepředvídatelné. Akvarelová barva, která je vysoce průsvitná a náchylná k nehodám, se může chovat nepředvídatelným způsobem, což může být v závislosti na umělcově záměru buď předností nebo problémem.

## Historie
Malování alla prima se během vývoje olejomalby používala společně s dalšími technikami a na částech svých obrazů tuto techniku používalo několik významných raně nizozemských malířů, například Jan van Eyck na obraze Svatba manželů Arnolfiniových či malíř Rogier van der Weyden. Mezi mnoha barokními malíři, kteří upřednostňovali techniku alla prima, byli Diego Velázquez a Frans Hals. V době rokoka oceňovali znalci odvážnou malbu technikou alla prima, jak dokládají díla umělců jako jsou Jean-Honoré Fragonard, Francesco Guardi a Thomas Gainsborough.
Od poloviny 19. století umožnilo použití komerčně vyráběných barev v malých skladných tubách snadno dostupnou paletu barev, což umožnilo rychlé malování i v plenéru. Impresionisté jako Claude Monet, postimpresionisté jako Vincent van Gogh, realisté jako John Singer Sargent, Robert Henri a George Bellows, expresionisté jako Chaim Soutine a abstraktní expresionista Willem de Kooning používali tuto techniku různými způsoby a stále je velmi využívána jak figurálními, tak nefigurativními výtvarnými umělci.
Tuto techniku používali s oblibou i televizní umělci jako držitel ceny Emmy Bill Alexander, Lowell Spears, Buck Paulson, Diane Andre, americký umělec Bob Ross, Robert Warren, Wilson Bickford a mnoho dalších. Vytvoření kompletního televizního prostředí při použití alla prima trvá jen relativně krátkou dobu. Alexander a Ross mohli vytvořit ve svých televizních pořadech celou krajinu za méně než půl hodiny.